# Gavin Molloy
Gavin Molloy (* 19. Oktober 2001 in Dublin) ist ein irischer Fußballspieler, der beim FC Aberdeen in der Scottish Premiership unter Vertrag steht.

## Karriere
Gavin Molloy begann seine Karriere in der Jugend von Bohemians Dublin in seiner Geburtsstadt. Im Jahr 2021 wechselte Molloy innerhalb von Dublin zum Zweitligisten Shelbourne FC aus dem Stadtteil Drumcondra. Am 3. September 2021 gab Molloy sein Debüt für den Verein im Zweitligaspiel gegen den Wexford FC als Einwechselspieler. Bis zum Ende der Saison 2021 absolvierte Molloy zwei weitere Ligaspiele in der League of Ireland First Division. Shelbourne stieg in dieser Saison als Meister in die League of Ireland auf. In der folgenden Erstligasaison 2022 kam Molloy auf 15 Ligaspiele in der Startelf und vier als Einwechselspieler. Im Juli 2022 erzielte er seine ersten Tore, als er zweifach bei einem 3:1-Sieg gegen Finn Harps im Tolka Park traf. In der Saison 2023 wurde Molloy Stammspieler und Mannschaftskapitän. Shelbourne gelang in dieser Spielzeit nach 19 Jahren erstmals wieder die Qualifikation für den Europapokal.
Am 14. Juni 2024 wurde bekannt gegeben, dass Molloy zum 1. Juli 2024 mit einem Dreijahresvertrag und einer Ablösesumme zum schottischen Erstligisten FC Aberdeen wechselt.

## Familie
Sein Großvater Theo Dunne war ebenfalls Fußballspieler und Mannschaftskapitän in Shelbourne. Richard Dunne, sein Cousin zweiten Grades, war langjähriger irischer Nationalspieler und bei zahlreichen Vereinen in der englischen Premier League aktiv. Außerdem ist er der Neffe des ehemaligen Spielers und heutigen Trainers Tommy Dunne.